# Збірна всіх зірок захисту НБА
Збірна всіх зірок захисту НБА (англ. NBA All-Defensive Team) — щорічне вшанування найкращих гравців в захисті Національної баскетбольної асоціації (НБА), яке проводиться в кінці кожного регулярного сезону. Вшанування гравців проводиться починаючи з сезону НБА 1968–69 року. В голосуванні за гравців беруть участь всі поточні головні тренери команд НБА, при цьому вони не можуть віддавати свої голоси за гравців своєї команди. Збірна всіх зірок захисту НБА складається з двох складів по п'ять гравців, в підсумку 10 позицій. Кожен гравець, який отримує 2 очки за потрапляння в перший склад списку тренера, за потрапляння в другий склад - 1 очко. П'ять гравців, які отримали найбільшу кількість очок формують перший склад, наступні п'ять - другий склад. В випадку отримання гравцями однакової кількості голосів і їх достатньої кількості для потрапляння в збірну - склад збірної розширюється. Такі випадки траплялися декілька разів - найсвіжіший випадок зафіксований в 2006 році, коли Кобі Браянт та Джейсон Кідд отримали однакову кількість голосів. 
Тім Данкан утримує рекорд по кількості потраплянь в збірну всіх зірок захисту - 13 разів. Кевін Гарнетт та Кобі Браянт обиралися до збірної всіх зірок по 12 разів кожен, Карім Абдул-Джаббар обирався 11 разів. Майкл Джордан, Гері Пейтон, Гарнетт, та Браянт утримують рекорд по кількості потраплянь в перший склад збірної всіх зірок захисту - 9 разів кожен. Скотті Піппен, Боббі Джонс та Данкан потрапляли до першого складу 8 разів кожен, Волт Фрейзер та Денніс Родман - 7 разів кожен.
За історію НБА, було 3 випадки не потрапляння лауреата нагороди Найкращий захисний гравець НБА до першого складу Збірної всіх зірок захисту НБА в один і той самий рік: Елвін Робертсон в 1986, Дікембе Мутомбо в 1995 та Тайсон Чендлер в 2012 році - були обрані в другий склад. Такі колізії можливі в результаті того, що в збірну всіх зірок захисту вибирають гравців тренери, в той час як Найкращого захисного гравця обирають журналісти.
Хакім Оладжьювон з Нігерії, Патрік Юінг з Ямайки, Мутомбо з Демократичної Республіки Конго, Андрій Кириленко з Росії, Андерсон Варежау з Бразилії, Табо Сефолоша з Швейцарії, Данкан та Раджа Белл з Віргінських островів - члени збірних всіх зірок захисту НБА, при цьому вони були народжені поза межами США. Оладжьювон, Данкан та Белл - мають американське громадянство, але все-одно вважаються іноземцями за правилами НБА, бо народилися не на території 50 штатів США або в Окрузі Колумбія.

## Переможці

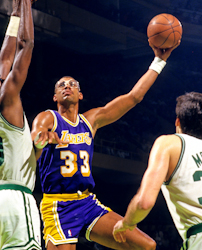
Карім Абдул-Джаббар, раніше відомий під іменем Льюїс Алсіндор, обирався до збірної всіх зірок захисту 11 разів.

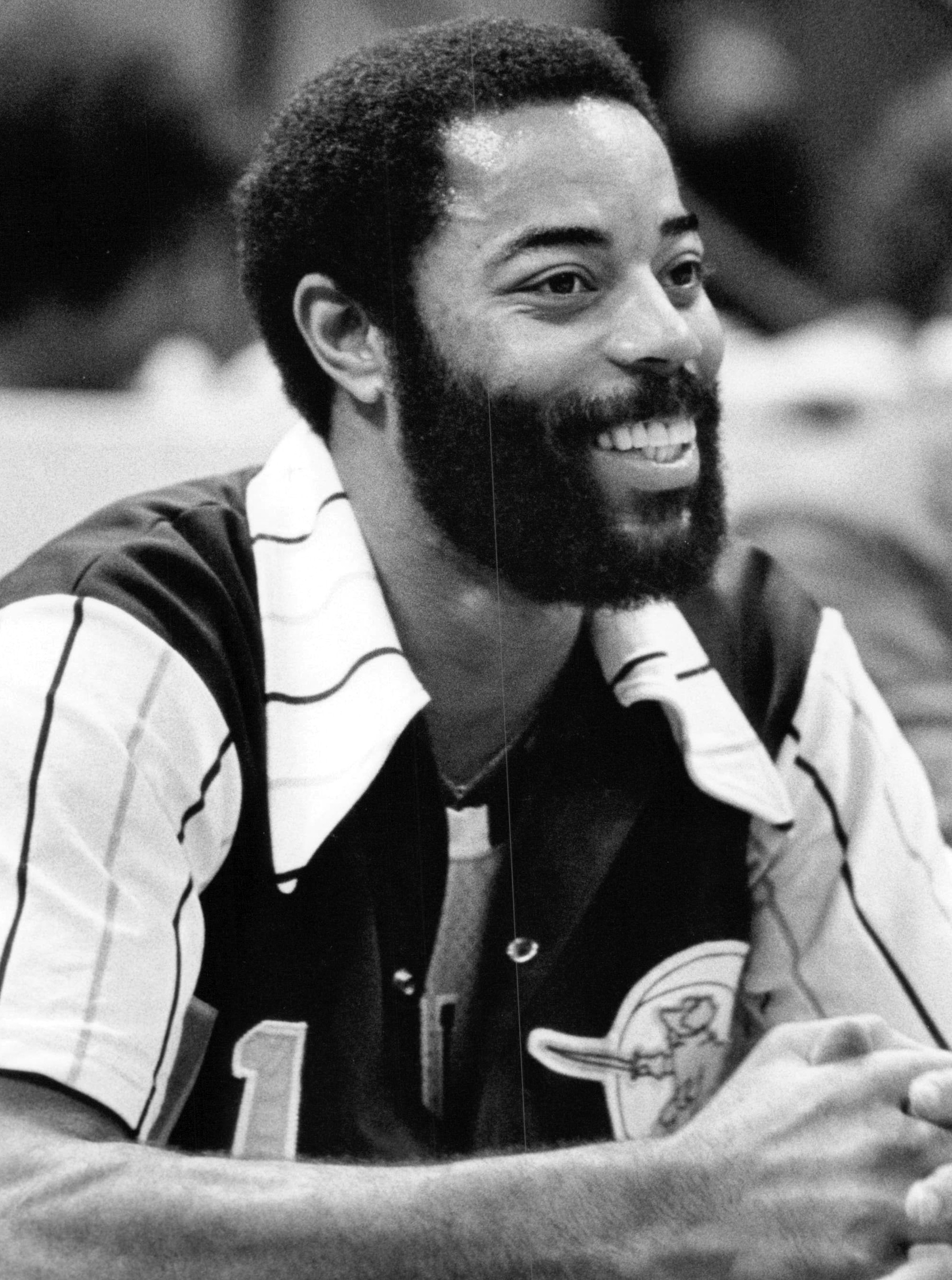
Волт Фрейзер єдиний гравець, якого обирали в 7 перших збірних всіх зірок захисту.

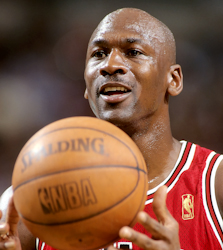
Майкл Джордан, Гері Пейтон, Кобі Браянт та Кевін Гарнетт ділять рекорд кількості потраплянь до першого складу збірної всіх зірок - 9 разів кожен.

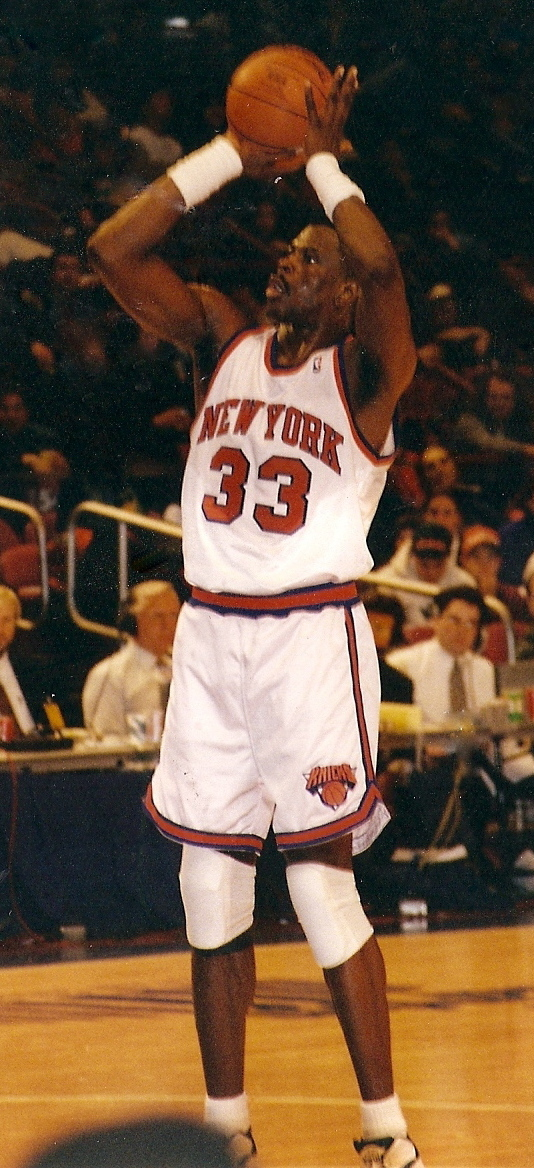
Патрік Юінг єдиний виходець з Ямайки, якого обирали до збірної всіх зірок захисту.

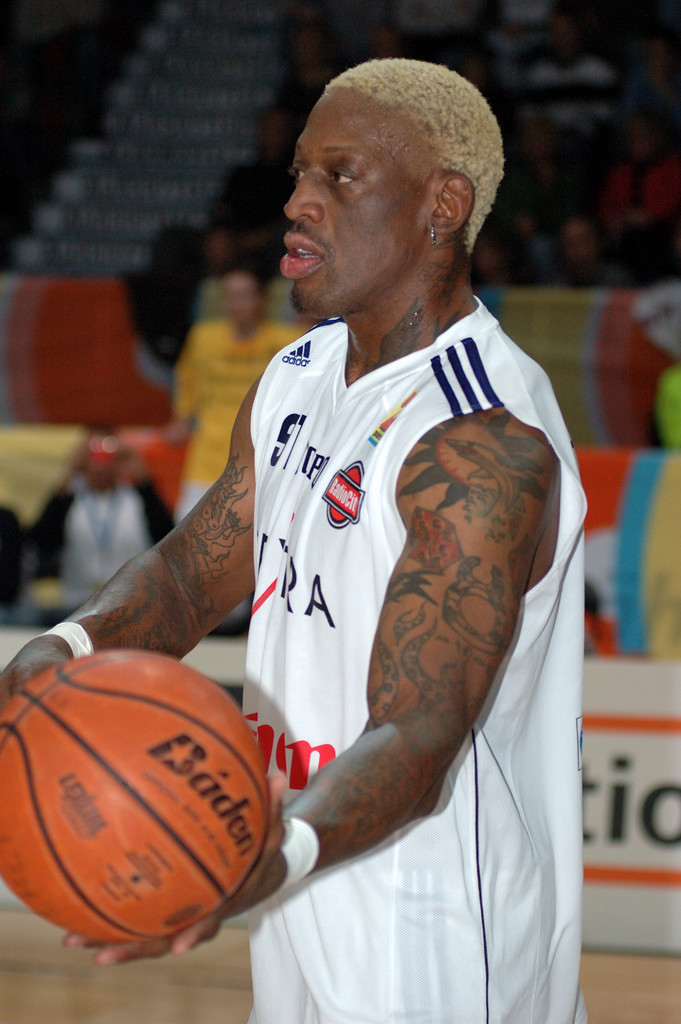
Денніс Родман обирався до першого складу збірної всіх зірок 7 разів.

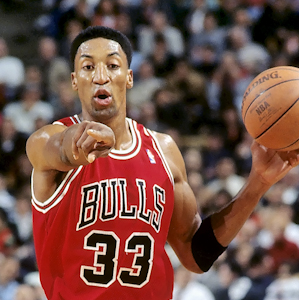
Скотті Піппен потрапляв до першого складу збірної всіх зірок 8 разів поспіль, в період з сезону НБА 1991-92 по сезон НБА 1998-99.

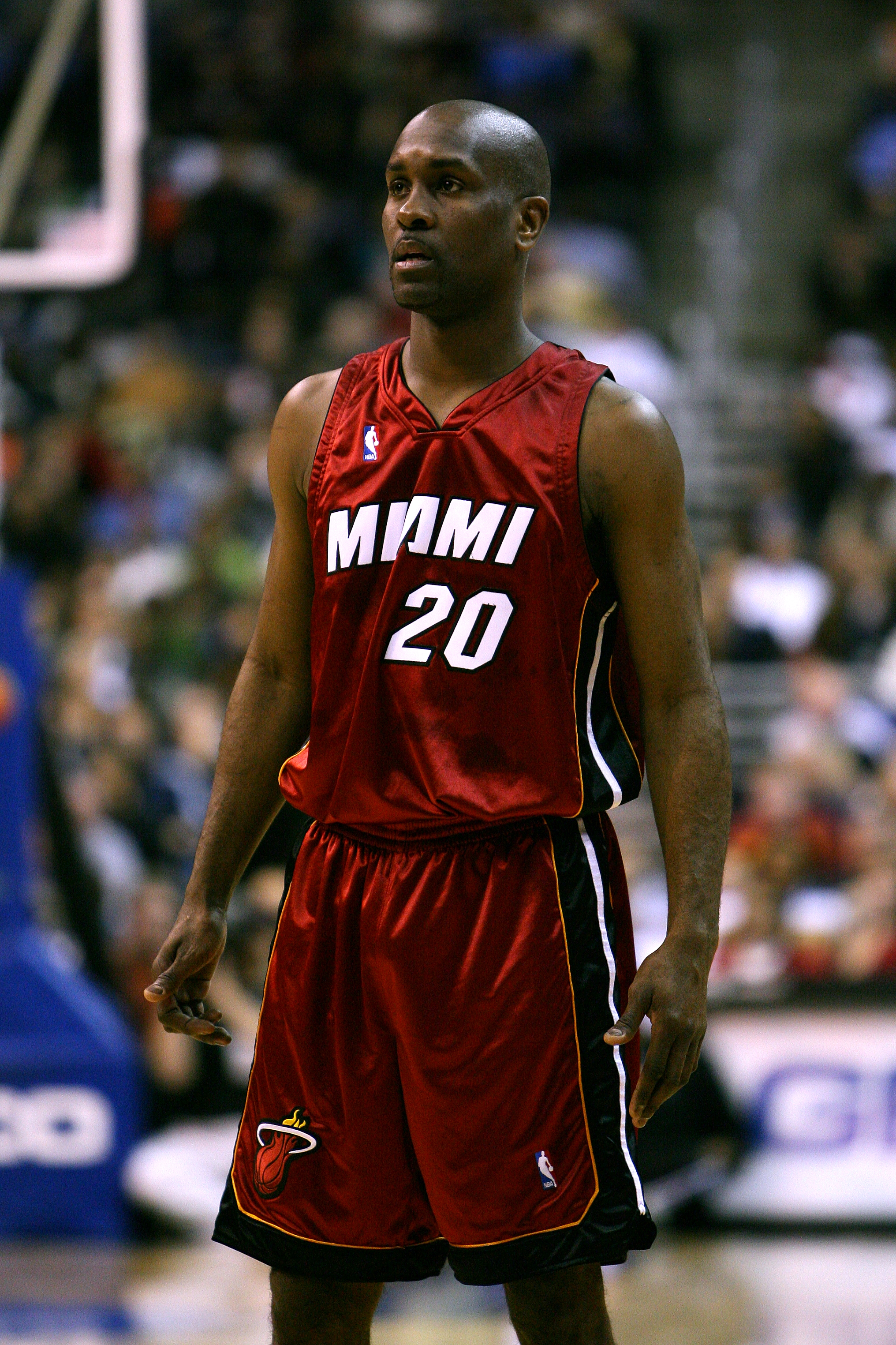
Гері Пейтон потрапляв до першого складу збірної всіх зірок рекордні 9 разів поспіль, в період з сезону НБА 1993-94 по сезон НБА 2001-02.

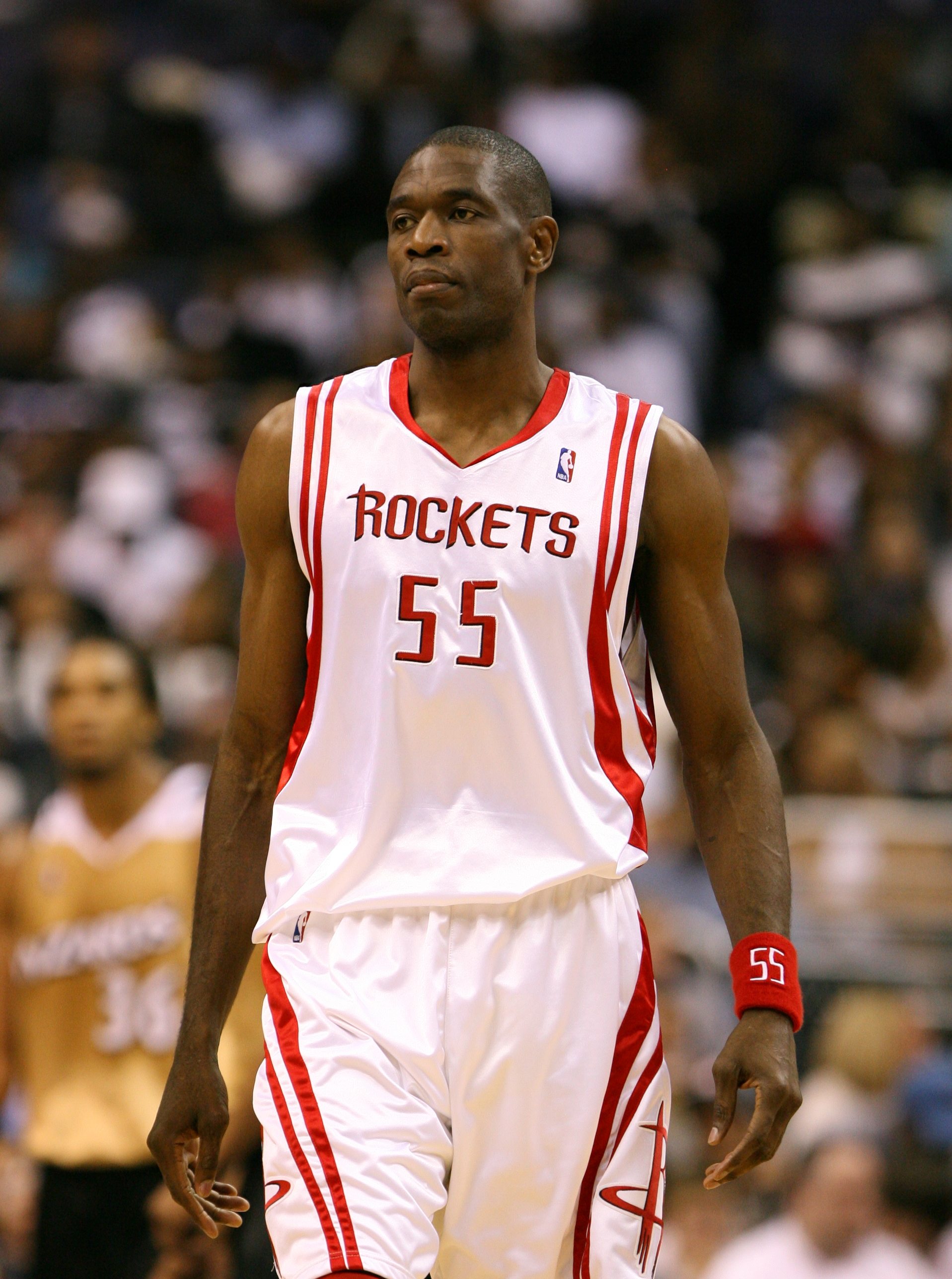
Дікембе Мутомбо, який ставав лауреатом нагороди Найкращий захисний гравець НБА 4 рази, потрапляв до першого і другого складу збірної всіх зірок захисту по 3 рази в кожен.

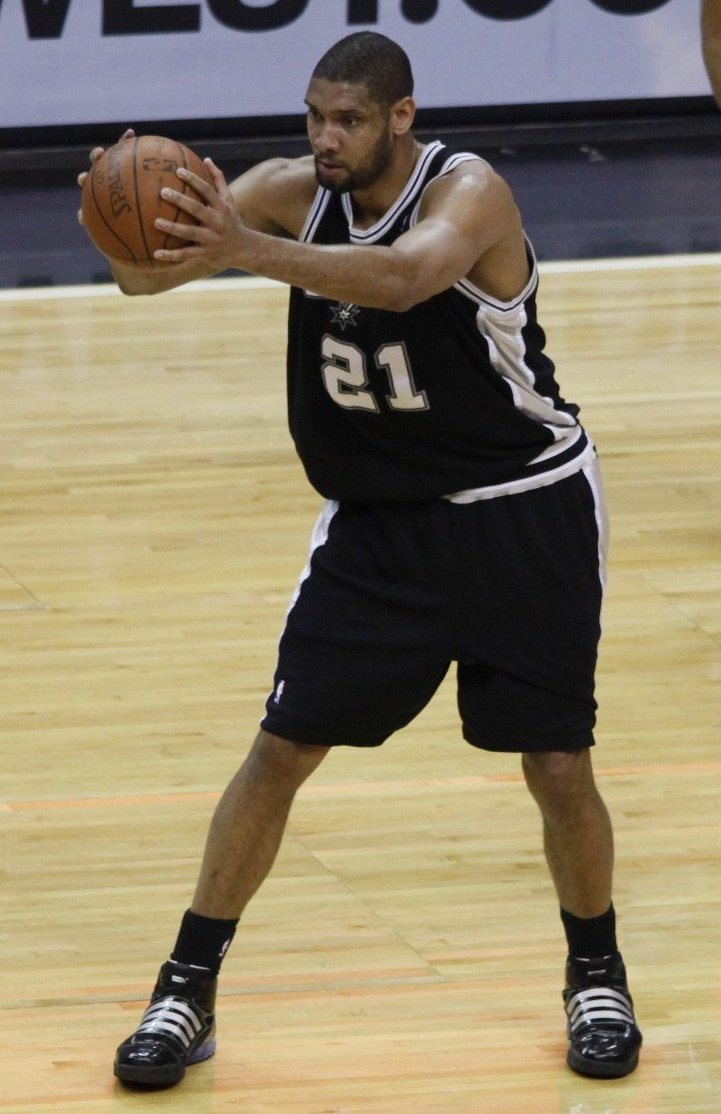
Тім Данкан єдиний, кого обирали до збірної всіх зірок захисту 13 разів.

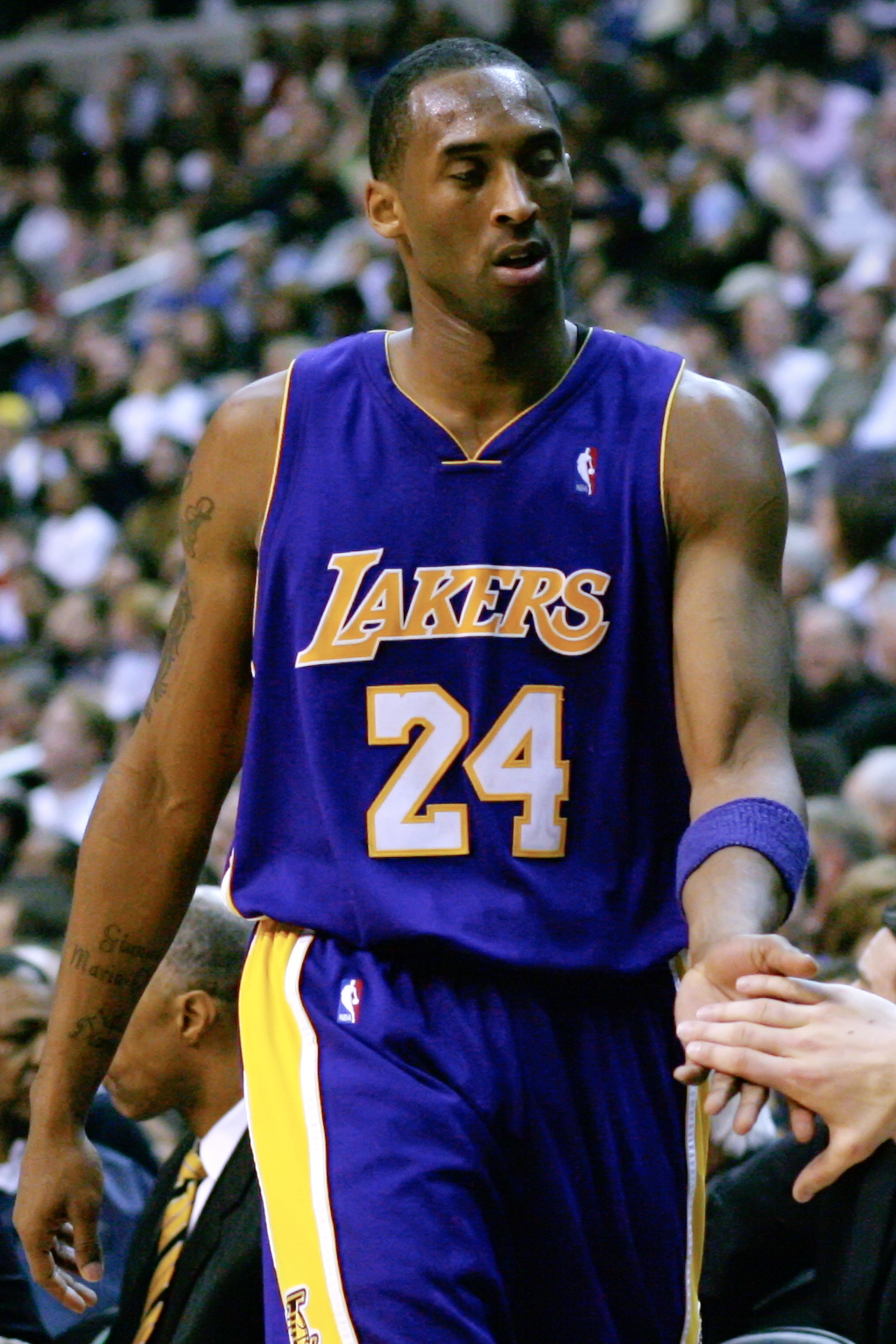
Кобі Браянт потрапляв в 6 з останніх 7 перших складів збірної всіх зірок захисту.

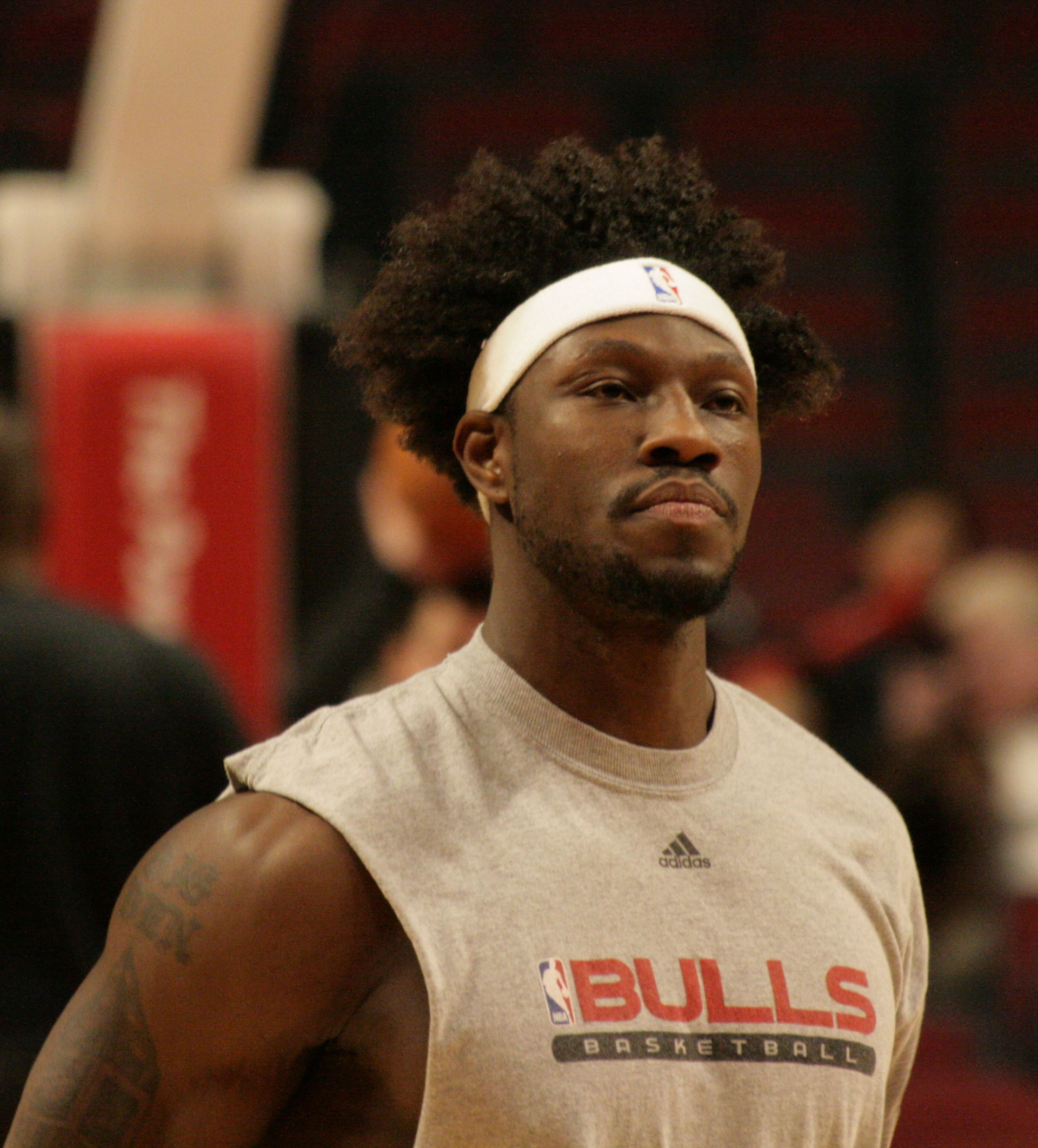
Бен Воллес, який ставав лауреатом нагороди Найкращий захисний гравець НБА 4 рази за 5 років, потрапляв до першого складу збірної всіх зірок захисту 6 разів з семи років.

| ^                                  | Гравці, які є діючими в НБА                                                    |
| *                                  | Вибраний до Баскетбольної Зали слави                                           |
| Гравець (X)                        | Вказує кількість разів здобуття гравцем нагороди                               |
| Гравець (виділений жирним шрифтом) | Гравці, які в той же рік отримували нагороду Найкращий захисний гравець НБА[a] |

| Сезон   | Перша збірна                                  | Перша збірна                | Друга збірна                                          | Друга збірна                |
| Сезон   | Гравці                                        | Команди                     | Гравці                                                | Команди                     |
| ------- | --------------------------------------------- | --------------------------- | ----------------------------------------------------- | --------------------------- |
| 1968-69 | Дейв Дебуше*                                  | Нью-Йорк Нікс               | Руді Ларуссо                                          | Сан-Франциско Ворріорс      |
| 1968-69 | Нейт Термонд*                                 | Сан-Франциско Ворріорс      | Том Сандерс                                           | Бостон Селтікс              |
| 1968-69 | Білл Расселл*                                 | Бостон Селтікс              | Джон Хавлічек*                                        | Бостон Селтікс              |
| 1968-69 | Волт Фрейзер*                                 | Нью-Йорк Нікс               | Джеррі Вест*                                          | Лос-Анджелес Лейкерс        |
| 1968-69 | Джеррі Слоун                                  | Чикаго Буллз                | Білл Бріджес                                          | Атланта Гокс                |
| 1969-70 | Дейв Дебуше* (2)                              | Нью-Йорк Нікс               | Джон Хавлічек* (2)                                    | Бостон Селтікс              |
| 1969-70 | Гас Джонсон*                                  | Балтимор Буллетс            | Білл Бріджес (2)                                      | Атланта Гокс                |
| 1969-70 | Вілліс Рід*                                   | Нью-Йорк Нікс               | Льюїс Алсіндор* [b]                                   | Мілвокі Бакс                |
| 1969-70 | Волт Фрейзер* (2)                             | Нью-Йорк Нікс               | Джо Калдвелл                                          | Атланта Гокс                |
| 1969-70 | Джеррі Вест* (2)                              | Лос-Анджелес Лейкерс        | Джеррі Слоун (2)                                      | Чикаго Буллз                |
| 1970-71 | Дейв Дебуше* (3)                              | Нью-Йорк Нікс               | Джон Хавлічек* (3)                                    | Бостон Селтікс              |
| 1970-71 | Гас Джонсон* (2)                              | Балтимор Буллетс            | Пол Сайлас                                            | Фінікс Санз                 |
| 1970-71 | Нейт Термонд* (2)                             | Сан-Франциско Ворріорс      | Льюїс Алсіндор*[b] (2)                                | Мілвокі Бакс                |
| 1970-71 | Волт Фрейзер* (3)                             | Нью-Йорк Нікс               | Джеррі Слоун (3)                                      | Чикаго Буллз                |
| 1970-71 | Джеррі Вест* (3)                              | Лос-Анджелес Лейкерс        | Норм Ван Лаєр                                         | Cincinnati Royals           |
| 1971-72 | Дейв Дебуше* (4)                              | Нью-Йорк Нікс               | Пол Сайлас (2)                                        | Фінікс Санз                 |
| 1971-72 | Джон Хавлічек* (4)                            | Бостон Селтікс              | Боб Лав                                               | Чикаго Буллз                |
| 1971-72 | Вілт Чемберлейн*                              | Лос-Анджелес Лейкерс        | Нейт Термонд* (3)                                     | Голден-Стейт Ворріорс       |
| 1971-72 | Джеррі Вест* (4)                              | Лос-Анджелес Лейкерс        | Норм Ван Лаєр (2)                                     | Чикаго Буллз                |
| 1971-72 | Волт Фрейзер* (4) (рівна кількість голосів)   | Нью-Йорк Нікс               | Дон Чейні                                             | Бостон Селтікс              |
| 1971-72 | Джеррі Слоун (4) (рівна кількість голосів)    | Чикаго Буллз                | Дон Чейні                                             | Бостон Селтікс              |
| 1972-73 | Дейв Дебуше* (5)                              | Нью-Йорк Нікс               | Пол Сайлас (3)                                        | Фінікс Санз                 |
| 1972-73 | Джон Хавлічек* (5)                            | Бостон Селтікс              | Майк Ріордан                                          | Балтимор Буллетс            |
| 1972-73 | Вілт Чемберлейн* (2)                          | Лос-Анджелес Лейкерс        | Нейт Термонд* (4)                                     | Голден-Стейт Ворріорс       |
| 1972-73 | Джеррі Вест* (5)                              | Лос-Анджелес Лейкерс        | Норм Ван Лаєр (3)                                     | Чикаго Буллз                |
| 1972-73 | Волт Фрейзер* (5)                             | Нью-Йорк Нікс               | Дон Чейні (2)                                         | Бостон Селтікс              |
| 1973-74 | Дейв Дебуше* (6)                              | Нью-Йорк Нікс               | Елвін Хейз*                                           | Кепітал Буллетс             |
| 1973-74 | Джон Хавлічек* (6)                            | Бостон Селтікс              | Боб Лав (2)                                           | Чикаго Буллз                |
| 1973-74 | Карім Абдул-Джаббар*[b] (3)                   | Мілвокі Бакс                | Нейт Термонд* (5)                                     | Голден-Стейт Ворріорс       |
| 1973-74 | Норм Ван Лаєр (4)                             | Чикаго Буллз                | Дон Чейні (3)                                         | Бостон Селтікс              |
| 1973-74 | Волт Фрейзер* (6) (рівна кількість голосів)   | Нью-Йорк Нікс               | Дік Ван Арсдейл (рівна кількість голосів)             | Фінікс Санз                 |
| 1973-74 | Джеррі Слоун (5) (рівна кількість голосів)    | Чикаго Буллз                | Джим Прайс (рівна кількість голосів)                  | Лос-Анджелес Лейкерс        |
| 1974-75 | Джон Хавлічек* (7)                            | Бостон Селтікс              | Елвін Хейз* (2)                                       | Вашингтон Буллетс           |
| 1974-75 | Пол Сайлас (4)                                | Бостон Селтікс              | Боб Лав (3)                                           | Чикаго Буллз                |
| 1974-75 | Карім Абдул-Джаббар*[b] (4)                   | Мілвокі Бакс                | Дейв Коуенс*                                          | Бостон Селтікс              |
| 1974-75 | Джеррі Слоун (6)                              | Чикаго Буллз                | Норм Ван Лаєр (5)                                     | Чикаго Буллз                |
| 1974-75 | Волт Фрейзер* (7)                             | Нью-Йорк Нікс               | Дон Чейні (4)                                         | Бостон Селтікс              |
| 1975-76 | Пол Сайлас (5)                                | Бостон Селтікс              | Джим Брюер                                            | Клівленд Кавальєрз          |
| 1975-76 | Джон Хавлічек* (8)                            | Бостон Селтікс              | Джамал Вілкс                                          | Голден-Стейт Ворріорс       |
| 1975-76 | Дейв Коуенс* (2)                              | Бостон Селтікс              | Карім Абдул-Джаббар*[b] (5)                           | Лос-Анджелес Лейкерс        |
| 1975-76 | Норм Ван Лаєр (6)                             | Чикаго Буллз                | Джим Клемонс                                          | Клівленд Кавальєрз          |
| 1975-76 | Дон Ваттс                                     | Сієтл СуперСонікс           | Філ Сміт                                              | Голден-Стейт Ворріорс       |
| 1976-77 | Боббі Джонс                                   | Денвер Наггетс              | Джим Брюер (2)                                        | Клівленд Кавальєрз          |
| 1976-77 | І Сі Колман                                   | Нью-Орлінс Джаз             | Джамал Вілкс (2)                                      | Голден-Стейт Ворріорс       |
| 1976-77 | Білл Волтон*                                  | Портланд Трейл-Блейзерс     | Карім Абдул-Джаббар*[b] (6)                           | Лос-Анджелес Лейкерс        |
| 1976-77 | Дон Б'юз                                      | Індіана Пейсерз             | Браян Тейлор                                          | Канзас-Сіті Кінґс           |
| 1976-77 | Норм Ван Лаєр (7)                             | Чикаго Буллз                | Дон Чейні (5)                                         | Лос-Анджелес Лейкерс        |
| 1977-78 | Боббі Джонс (2)                               | Денвер Наггетс              | І Сі Колман (2)                                       | Голден-Стейт Ворріорс       |
| 1977-78 | Моріс Лукас                                   | Портланд Трейл-Блейзерс     | Боб Гросс                                             | Портланд Трейл-Блейзерс     |
| 1977-78 | Білл Волтон* (2)                              | Портланд Трейл-Блейзерс     | Карім Абдул-Джаббар*[b] (7) (рівна кількість голосів) | Лос-Анджелес Лейкерс        |
| 1977-78 | Білл Волтон* (2)                              | Портланд Трейл-Блейзерс     | Артіс Гілмор* (рівна кількість голосів)               | Чикаго Буллз                |
| 1977-78 | Лайнел Холлінз                                | Портланд Трейл-Блейзерс     | Норм Ван Лаєр (8)                                     | Чикаго Буллз                |
| 1977-78 | Дон Б'юз (2)                                  | Фінікс Санз                 | Квін Бакнер                                           | Мілвокі Бакс                |
| 1978-79 | Боббі Джонс (3)                               | Філадельфія Севенті-Сіксерс | Моріс Лукас (2)                                       | Портланд Трейл-Блейзерс     |
| 1978-79 | Боб Дандрідж                                  | Вашингтон Буллетс           | Ем Ель Карр                                           | Детройт Пістонс             |
| 1978-79 | Карім Абдул-Джаббар*[b] (8)                   | Лос-Анджелес Лейкерс        | Мозес Мелоун*                                         | Х'юстон Рокетс              |
| 1978-79 | Денніс Джонсон*                               | Сієтл СуперСонікс           | Лайнел Холлінз (2)                                    | Портланд Трейл-Блейзерс     |
| 1978-79 | Дон Б'юз (3)                                  | Фінікс Санз                 | Едді Джонсон                                          | Атланта Гокс                |
| 1979-80 | Боббі Джонс (4)                               | Філадельфія Севенті-Сіксерс | Скотт Ведман                                          | Канзас-Сіті Кінґс           |
| 1979-80 | Ден Раундфілд                                 | Атланта Гокс                | Керміт Вашингтон                                      | Портланд Трейл-Блейзерс     |
| 1979-80 | Карім Абдул-Джаббар*[b] (9)                   | Лос-Анджелес Лейкерс        | Дейв Коуенс* (3)                                      | Бостон Селтікс              |
| 1979-80 | Денніс Джонсон* (2)                           | Сієтл СуперСонікс           | Квін Бакнер (2)                                       | Мілвокі Бакс                |
| 1979-80 | Дон Б'юз (4) (рівна кількість голосів)        | Фінікс Санз                 | Едді Джонсон (2)                                      | Атланта Гокс                |
| 1979-80 | Майкл Рей Річардсон (рівна кількість голосів) | Нью-Йорк Нікс               | Едді Джонсон (2)                                      | Атланта Гокс                |
| 1980-81 | Боббі Джонс (5)                               | Філадельфія Севенті-Сіксерс | Ден Раундфілд (2)                                     | Атланта Гокс                |
| 1980-81 | Калдвелл Джонс                                | Філадельфія Севенті-Сіксерс | Керміт Вашингтон (2)                                  | Портланд Трейл-Блейзерс     |
| 1980-81 | Карім Абдул-Джаббар*[b] (10)                  | Лос-Анджелес Лейкерс        | Джордж Джонсон                                        | Сан-Антоніо Сперс           |
| 1980-81 | Денніс Джонсон* (3)                           | Фінікс Санз                 | Квін Бакнер (3)                                       | Мілвокі Бакс                |
| 1980-81 | Майкл Рей Річардсон (2)                       | Нью-Йорк Нікс               | Дадлі Бредлі (рівна кількість голосів)                | Індіана Пейсерз             |
| 1980-81 | Майкл Рей Річардсон (2)                       | Нью-Йорк Нікс               | Майкл Купер (рівна кількість голосів)                 | Лос-Анджелес Лейкерс        |
| 1981-82 | Боббі Джонс (6)                               | Філадельфія Севенті-Сіксерс | Ларрі Берд*                                           | Бостон Селтікс              |
| 1981-82 | Ден Раундфілд (3)                             | Атланта Гокс                | Лонні Шелтон                                          | Сієтл СуперСонікс           |
| 1981-82 | Калдвелл Джонс (2)                            | Філадельфія Севенті-Сіксерс | Джек Сікма                                            | Сієтл СуперСонікс           |
| 1981-82 | Майкл Купер (2)                               | Лос-Анджелес Лейкерс        | Квін Бакнер (4)                                       | Мілвокі Бакс                |
| 1981-82 | Денніс Джонсон* (4)                           | Фінікс Санз                 | Сідні Монкріф                                         | Мілвокі Бакс                |
| 1982-83 | Боббі Джонс (7)                               | Філадельфія Севенті-Сіксерс | Ларрі Берд* (2)                                       | Бостон Селтікс              |
| 1982-83 | Ден Раундфілд (4)                             | Атланта Гокс                | Кевін Макхейл*                                        | Бостон Селтікс              |
| 1982-83 | Мозес Мелоун* (2)                             | Філадельфія Севенті-Сіксерс | Вейн Роллінс                                          | Атланта Гокс                |
| 1982-83 | Сідні Монкріф (2)                             | Мілвокі Бакс                | Майкл Купер (3)                                       | Лос-Анджелес Лейкерс        |
| 1982-83 | Денніс Джонсон* (5) (рівна кількість голосів) | Фінікс Санз                 | Ті Ар Данн                                            | Денвер Наггетс              |
| 1982-83 | Маріс Чікс (рівна кількість голосів)          | Філадельфія Севенті-Сіксерс | Ті Ар Данн                                            | Денвер Наггетс              |
| 1983-84 | Боббі Джонс (8)                               | Філадельфія Севенті-Сіксерс | Ларрі Берд* (3)                                       | Бостон Селтікс              |
| 1983-84 | Майкл Купер (4)                               | Лос-Анджелес Лейкерс        | Ден Раундфілд (5)                                     | Атланта Гокс                |
| 1983-84 | Вейн Роллінс (2)                              | Атланта Гокс                | Карім Абдул-Джаббар*[b] (11)                          | Лос-Анджелес Лейкерс        |
| 1983-84 | Маріс Чікс (2)                                | Філадельфія Севенті-Сіксерс | Денніс Джонсон* (6)                                   | Бостон Селтікс              |
| 1983-84 | Сідні Монкріф (3)                             | Мілвокі Бакс                | Ті Ар Данн (2)                                        | Денвер Наггетс              |
| 1984-85 | Сідні Монкріф (4)                             | Мілвокі Бакс                | Боббі Джонс (9)                                       | Філадельфія Севенті-Сіксерс |
| 1984-85 | Пол Прізі                                     | Мілвокі Бакс                | Денні Врейнс                                          | Сієтл СуперСонікс           |
| 1984-85 | Марк Ітон                                     | Юта Джаз                    | Акім Оладжьювон*[c]                                   | Х'юстон Рокетс              |
| 1984-85 | Майкл Купер (5)                               | Лос-Анджелес Лейкерс        | Денніс Джонсон* (7)                                   | Бостон Селтікс              |
| 1984-85 | Маріс Чікс (3)                                | Філадельфія Севенті-Сіксерс | Ті Ар Данн (3)                                        | Денвер Наггетс              |
| 1985-86 | Пол Прізі (2)                                 | Мілвокі Бакс                | Майкл Купер (6)                                       | Лос-Анджелес Лейкерс        |
| 1985-86 | Кевін Макхейл* (2)                            | Бостон Селтікс              | Білл Ханзлік                                          | Денвер Наггетс              |
| 1985-86 | Марк Ітон (2)                                 | Юта Джаз                    | Мануте Бол                                            | Вашингтон Буллетс           |
| 1985-86 | Сідні Монкріф (5)                             | Мілвокі Бакс                | Елвін Робертсон                                       | Сан-Антоніо Сперс           |
| 1985-86 | Маріс Чікс (4)                                | Філадельфія Севенті-Сіксерс | Денніс Джонсон* (8)                                   | Бостон Селтікс              |
| 1986-87 | Кевін Макхейл* (3)                            | Бостон Селтікс              | Пол Прізі (3)                                         | Мілвокі Бакс                |
| 1986-87 | Майкл Купер (7)                               | Лос-Анджелес Лейкерс        | Родні Маккрей                                         | Х'юстон Рокетс              |
| 1986-87 | Хакім Оладжьювон* (2)[c]                      | Х'юстон Рокетс              | Марк Ітон (3)                                         | Юта Джаз                    |
| 1986-87 | Елвін Робертсон (2)                           | Сан-Антоніо Сперс           | Маріс Чікс (5)                                        | Філадельфія Севенті-Сіксерс |
| 1986-87 | Денніс Джонсон* (9)                           | Бостон Селтікс              | Дерек Гарпер                                          | Даллас Маверікс             |
| 1987-88 | Кевін Макхейл* (4)                            | Бостон Селтікс              | Бак Вільямс                                           | Нью-Джерсі Нетс             |
| 1987-88 | Родні Маккрей (2)                             | Х'юстон Рокетс              | Карл Мелоун*                                          | Юта Джаз                    |
| 1987-88 | Хакім Оладжьювон* (3)[c]                      | Х'юстон Рокетс              | Марк Ітон (4) (рівна кількість голосів)               | Юта Джаз                    |
| 1987-88 | Хакім Оладжьювон* (3)[c]                      | Х'юстон Рокетс              | Патрік Юінг* (рівна кількість голосів)                | Нью-Йорк Нікс               |
| 1987-88 | Майкл Купер (8)                               | Лос-Анджелес Лейкерс        | Елвін Робертсон (3)                                   | Сан-Антоніо Сперс           |
| 1987-88 | Майкл Джордан*                                | Чикаго Буллз                | Лафаєтт Левер                                         | Денвер Наггетс              |
| 1988-89 | Денніс Родман*                                | Детройт Пістонс             | Кевін Макхейл* (5)                                    | Бостон Селтікс              |
| 1988-89 | Ларрі Нансі                                   | Клівленд Кавальєрз          | Ей Сі Грін                                            | Лос-Анджелес Лейкерс        |
| 1988-89 | Марк Ітон (5)                                 | Юта Джаз                    | Патрік Юінг* (2)                                      | Нью-Йорк Нікс               |
| 1988-89 | Майкл Джордан* (2)                            | Чикаго Буллз                | Джон Стоктон*                                         | Юта Джаз                    |
| 1988-89 | Джо Думарс*                                   | Детройт Пістонс             | Елвін Робертсон (4)                                   | Сан-Антоніо Сперс           |
| 1989-90 | Денніс Родман* (2)                            | Детройт Пістонс             | Кевін Макхейл* (6)                                    | Бостон Селтікс              |
| 1989-90 | Бак Вільямс (2)                               | Портланд Трейл-Блейзерс     | Рік Махорн                                            | Філадельфія Севенті-Сіксерс |
| 1989-90 | Хакім Оладжьювон* (4)[c]                      | Х'юстон Рокетс              | Девід Робінсон*                                       | Сан-Антоніо Сперс           |
| 1989-90 | Майкл Джордан* (3)                            | Чикаго Буллз                | Дерек Гарпер (2)                                      | Даллас Маверікс             |
| 1989-90 | Джо Думарс* (2)                               | Детройт Пістонс             | Елвін Робертсон (5)                                   | Мілвокі Бакс                |
| 1990-91 | Майкл Джордан* (4)                            | Чикаго Буллз                | Джо Думарс* (3)                                       | Детройт Пістонс             |
| 1990-91 | Елвін Робертсон (6)                           | Мілвокі Бакс                | Джон Стоктон* (2)                                     | Юта Джаз                    |
| 1990-91 | Девід Робінсон* (2)                           | Сан-Антоніо Сперс           | Хакім Оладжьювон* (5)[c]                              | Х'юстон Рокетс              |
| 1990-91 | Денніс Родман* (3)                            | Детройт Пістонс             | Скотті Піппен*                                        | Чикаго Буллз                |
| 1990-91 | Бак Вільямс (3)                               | Портланд Трейл-Блейзерс     | Ден Маджерлі                                          | Фінікс Санз                 |
| 1991-92 | Денніс Родман* (4)                            | Детройт Пістонс             | Ларрі Нансі (2)                                       | Клівленд Кавальєрз          |
| 1991-92 | Скотті Піппен* (2)                            | Чикаго Буллз                | Бак Вільямс (4)                                       | Портланд Трейл-Блейзерс     |
| 1991-92 | Девід Робінсон* (3)                           | Сан-Антоніо Сперс           | Патрік Юінг* (3)                                      | Нью-Йорк Нікс               |
| 1991-92 | Майкл Джордан* (5)                            | Чикаго Буллз                | Джон Стоктон* (3)                                     | Юта Джаз                    |
| 1991-92 | Джо Думарс* (4)                               | Детройт Пістонс             | Мішель Вільямс                                        | Індіана Пейсерз             |
| 1992-93 | Скотті Піппен* (3)                            | Чикаго Буллз                | Хорас Грант                                           | Чикаго Буллз                |
| 1992-93 | Денніс Родман* (5)                            | Детройт Пістонс             | Ларрі Нансі (3)                                       | Клівленд Кавальєрз          |
| 1992-93 | Хакім Оладжьювон* (6)[c]                      | Х'юстон Рокетс              | Девід Робінсон* (4)                                   | Сан-Антоніо Сперс           |
| 1992-93 | Майкл Джордан* (6)                            | Чикаго Буллз                | Ден Маджерлі (2)                                      | Фінікс Санз                 |
| 1992-93 | Джо Думарс* (5)                               | Детройт Пістонс             | Джон Старкс                                           | Нью-Йорк Нікс               |
| 1993-94 | Скотті Піппен* (4)                            | Чикаго Буллз                | Денніс Родман* (6)                                    | Сан-Антоніо Сперс           |
| 1993-94 | Чарльз Оклі                                   | Нью-Йорк Нікс               | Хорас Грант (2)                                       | Чикаго Буллз                |
| 1993-94 | Хакім Оладжьювон* (7)[c]                      | Х'юстон Рокетс              | Девід Робінсон* (5)                                   | Сан-Антоніо Сперс           |
| 1993-94 | Гері Пейтон                                   | Сієтл СуперСонікс           | Нейт Макміллан                                        | Сієтл СуперСонікс           |
| 1993-94 | Мукі Блейлок                                  | Атланта Гокс                | Летрелл Спрюелл                                       | Голден-Стейт Ворріорс       |
| 1994-95 | Скотті Піппен* (5)                            | Чикаго Буллз                | Хорас Грант (3)                                       | Орландо Меджик              |
| 1994-95 | Денніс Родман* (7)                            | Сан-Антоніо Сперс           | Деррік Маккі                                          | Індіана Пейсерз             |
| 1994-95 | Девід Робінсон* (6)                           | Сан-Антоніо Сперс           | Дікембе Мутомбо                                       | Денвер Наггетс              |
| 1994-95 | Гері Пейтон (2)                               | Сієтл СуперСонікс           | Джон Стоктон* (4)                                     | Юта Джаз                    |
| 1994-95 | Мукі Блейлок (2)                              | Атланта Гокс                | Нейт Макміллан (2)                                    | Сієтл СуперСонікс           |
| 1995-96 | Скотті Піппен* (6)                            | Чикаго Буллз                | Хорас Грант (4)                                       | Орландо Меджик              |
| 1995-96 | Денніс Родман* (8)                            | Чикаго Буллз                | Деррік Маккі (2)                                      | Індіана Пейсерз             |
| 1995-96 | Девід Робінсон* (7)                           | Сан-Антоніо Сперс           | Хакім Оладжьювон* (8)[c]                              | Х'юстон Рокетс              |
| 1995-96 | Гері Пейтон (3)                               | Сієтл СуперСонікс           | Мукі Блейлок (3)                                      | Атланта Гокс                |
| 1995-96 | Майкл Джордан* (7)                            | Чикаго Буллз                | Боббі Філлс                                           | Клівленд Кавальєрз          |
| 1996-97 | Скотті Піппен* (7)                            | Чикаго Буллз                | Ентоні Мейсон                                         | Шарлот Горнетс              |
| 1996-97 | Карл Мелоун* (2)                              | Юта Джаз                    | Пі Джей Браун                                         | Маямі Гіт                   |
| 1996-97 | Дікембе Мутомбо (2)                           | Атланта Гокс                | Хакім Оладжьювон* (9)[c]                              | Х'юстон Рокетс              |
| 1996-97 | Майкл Джордан* (8)                            | Чикаго Буллз                | Мукі Блейлок (4)                                      | Атланта Гокс                |
| 1996-97 | Гері Пейтон (4)                               | Сієтл СуперСонікс           | Джон Стоктон* (5)                                     | Юта Джаз                    |
| 1997-98 | Скотті Піппен* (8)                            | Чикаго Буллз                | Тім Данкан^                                           | Сан-Антоніо Сперс           |
| 1997-98 | Карл Мелоун* (3)                              | Юта Джаз                    | Чарльз Оклі (2)                                       | Нью-Йорк Нікс               |
| 1997-98 | Дікембе Мутомбо (3)                           | Атланта Гокс                | Девід Робінсон* (8)                                   | Сан-Антоніо Сперс           |
| 1997-98 | Гері Пейтон (5)                               | Сієтл СуперСонікс           | Мукі Блейлок (5)                                      | Атланта Гокс                |
| 1997-98 | Майкл Джордан* (9)                            | Чикаго Буллз                | Едді Джонс                                            | Лос-Анджелес Лейкерс        |
| 1998-99 | Тім Данкан^ (2)                               | Сан-Антоніо Сперс           | Пі Джей Браун (2)                                     | Маямі Гіт                   |
| 1998-99 | Джейсон Кідд^                                 | Фінікс Санз                 | Тео Ретліфф                                           | Філадельфія Севенті-Сіксерс |
| 1998-99 | Алонзо Моурнінг                               | Маямі Гіт                   | Дікембе Мутомбо (4)                                   | Атланта Гокс                |
| 1998-99 | Гері Пейтон (6)                               | Сієтл СуперСонікс           | Мукі Блейлок (6)                                      | Атланта Гокс                |
| 1998-99 | Карл Мелоун* (4) (рівна кількість голосів)    | Юта Джаз                    | Едді Джонс (2)                                        | Шарлот Горнетс              |
| 1998-99 | Скотті Піппен* (9) (рівна кількість голосів)  | Х'юстон Рокетс              | Едді Джонс (2)                                        | Шарлот Горнетс              |
| 1999-00 | Тім Данкан^ (3)                               | Сан-Антоніо Сперс           | Скотті Піппен* (10)                                   | Портланд Трейл-Блейзерс     |
| 1999-00 | Кевін Гарнетт^                                | Міннесота Тімбервулвз       | Кліффорд Робінсон                                     | Фінікс Санз                 |
| 1999-00 | Алонзо Моурнінг (2)                           | Маямі Гіт                   | Шакіл О'Ніл                                           | Лос-Анджелес Лейкерс        |
| 1999-00 | Гері Пейтон (7)                               | Сієтл СуперСонікс           | Едді Джонс (3)                                        | Шарлот Горнетс              |
| 1999-00 | Кобі Браянт^                                  | Лос-Анджелес Лейкерс        | Джейсон Кідд^ (2)                                     | Фінікс Санз                 |
| 2000-01 | Тім Данкан^ (4)                               | Сан-Антоніо Сперс           | Брюс Боуен                                            | Маямі Гіт                   |
| 2000-01 | Кевін Гарнетт^ (2)                            | Міннесота Тімбервулвз       | Пі Джей Браун (3)                                     | Шарлот Горнетс              |
| 2000-01 | Дікембе Мутомбо (5)                           | Філадельфія Севенті-Сіксерс | Шакіл О'Ніл (2)                                       | Лос-Анджелес Лейкерс        |
| 2000-01 | Гері Пейтон (8)                               | Сієтл СуперСонікс           | Кобі Браянт^ (2)                                      | Лос-Анджелес Лейкерс        |
| 2000-01 | Джейсон Кідд^ (3)                             | Фінікс Санз                 | Даг Крісті                                            | Сакраменто Кінґс            |
| 2001-02 | Тім Данкан^ (5)                               | Сан-Антоніо Сперс           | Брюс Боуен (2)                                        | Сан-Антоніо Сперс           |
| 2001-02 | Кевін Гарнетт^ (3)                            | Міннесота Тімбервулвз       | Кліффорд Робінсон (2)                                 | Детройт Пістонс             |
| 2001-02 | Бен Воллес                                    | Детройт Пістонс             | Дікембе Мутомбо (6)                                   | Філадельфія Севенті-Сіксерс |
| 2001-02 | Гері Пейтон (9)                               | Сієтл СуперСонікс           | Кобі Браянт^ (3)                                      | Лос-Анджелес Лейкерс        |
| 2001-02 | Джейсон Кідд^ (4)                             | Нью-Джерсі Нетс             | Даг Крісті (2)                                        | Сакраменто Кінґс            |
| 2002-03 | Тім Данкан^ (6)                               | Сан-Антоніо Сперс           | Рон Артест^[d]                                        | Індіана Пейсерз             |
| 2002-03 | Кевін Гарнетт^ (4)                            | Міннесота Тімбервулвз       | Брюс Боуен (3)                                        | Сан-Антоніо Сперс           |
| 2002-03 | Бен Воллес (2)                                | Детройт Пістонс             | Шакіл О'Ніл (3)                                       | Лос-Анджелес Лейкерс        |
| 2002-03 | Даг Крісті (3)                                | Сакраменто Кінґс            | Джейсон Кідд^ (5)                                     | Нью-Джерсі Нетс             |
| 2002-03 | Кобі Браянт^ (4)                              | Лос-Анджелес Лейкерс        | Ерік Сноу                                             | Філадельфія Севенті-Сіксерс |
| 2003-04 | Рон Артест^ (2)[d]                            | Індіана Пейсерз             | Андрій Кириленко^                                     | Юта Джаз                    |
| 2003-04 | Кевін Гарнетт^ (5)                            | Міннесота Тімбервулвз       | Тім Данкан^ (7)                                       | Сан-Антоніо Сперс           |
| 2003-04 | Бен Воллес (3)                                | Детройт Пістонс             | Тео Ретліфф (2)                                       | Портланд Трейл-Блейзерс     |
| 2003-04 | Брюс Боуен (4)                                | Сан-Антоніо Сперс           | Даг Крісті (4)                                        | Сакраменто Кінґс            |
| 2003-04 | Кобі Браянт^ (5)                              | Лос-Анджелес Лейкерс        | Джейсон Кідд^ (6)                                     | Нью-Джерсі Нетс             |
| 2004-05 | Бен Воллес (4)                                | Детройт Пістонс             | Тейшон Прінс^                                         | Детройт Пістонс             |
| 2004-05 | Кевін Гарнетт^ (6)                            | Міннесота Тімбервулвз       | Маркус Кембі^                                         | Денвер Наггетс              |
| 2004-05 | Брюс Боуен (5)                                | Сан-Антоніо Сперс           | Чонсі Біллапс^                                        | Детройт Пістонс             |
| 2004-05 | Тім Данкан^ (8)                               | Сан-Антоніо Сперс           | Андрій Кириленко^ (2)                                 | Юта Джаз                    |
| 2004-05 | Ларрі Х'юс                                    | Вашингтон Візардс           | Джейсон Кідд^ (7) (рівна кількість голосів)           | Нью-Джерсі Нетс             |
| 2004-05 | Ларрі Х'юс                                    | Вашингтон Візардс           | Двейн Вейд^ (рівна кількість голосів)                 | Маямі Гіт                   |
| 2005-06 | Брюс Боуен (6)                                | Сан-Антоніо Сперс           | Тім Данкан^ (9)                                       | Сан-Антоніо Сперс           |
| 2005-06 | Бен Воллес (5)                                | Детройт Пістонс             | Чонсі Біллапс^ (2)                                    | Детройт Пістонс             |
| 2005-06 | Андрій Кириленко^ (3)                         | Юта Джаз                    | Кевін Гарнетт^ (7)                                    | Міннесота Тімбервулвз       |
| 2005-06 | Рон Артест^ (3)[d]                            | Індіана Пейсерз             | Маркус Кембі^ (2)                                     | Денвер Наггетс              |
| 2005-06 | Кобі Браянт^ (6) (рівна кількість голосів)    | Лос-Анджелес Лейкерс        | Тейшон Прінс^ (2)                                     | Детройт Пістонс             |
| 2005-06 | Джейсон Кідд^ (8) (рівна кількість голосів)   | Нью-Джерсі Нетс             | Тейшон Прінс^ (2)                                     | Детройт Пістонс             |
| 2006-07 | Брюс Боуен (7)                                | Сан-Антоніо Сперс           | Бен Воллес (6)                                        | Чикаго Буллз                |
| 2006-07 | Тім Данкан^ (10)                              | Сан-Антоніо Сперс           | Кірк Гайнріх^                                         | Чикаго Буллз                |
| 2006-07 | Маркус Кембі^ (3)                             | Денвер Наггетс              | Джейсон Кідд^ (9)                                     | Нью-Джерсі Нетс             |
| 2006-07 | Кобі Браянт^ (7)                              | Лос-Анджелес Лейкерс        | Тейшон Прінс^ (3)                                     | Детройт Пістонс             |
| 2006-07 | Раджа Белл^                                   | Фінікс Санз                 | Кевін Гарнетт^ (8)                                    | Міннесота Тімбервулвз       |
| 2007-08 | Кевін Гарнетт^ (9)                            | Бостон Селтікс              | Шейн Баттьє^                                          | Х'юстон Рокетс              |
| 2007-08 | Кобі Браянт^ (8)                              | Лос-Анджелес Лейкерс        | Кріс Пол^                                             | Нью-Орлінс Горнетс          |
| 2007-08 | Маркус Кембі^ (4)                             | Денвер Наггетс              | Двайт Говард^                                         | Орландо Меджик              |
| 2007-08 | Брюс Боуен (8)                                | Сан-Антоніо Сперс           | Тейшон Прінс^ (4)                                     | Детройт Пістонс             |
| 2007-08 | Тім Данкан^ (11)                              | Сан-Антоніо Сперс           | Раджа Белл^ (2)                                       | Фінікс Санз                 |
| 2008-09 | Двайт Говард^ (2)                             | Орландо Меджик              | Тім Данкан^ (12)                                      | Сан-Антоніо Сперс           |
| 2008-09 | Кобі Браянт^ (9)                              | Лос-Анджелес Лейкерс        | Двейн Вейд^ (2)                                       | Маямі Гіт                   |
| 2008-09 | Леброн Джеймс^                                | Клівленд Кавальєрз          | Реджон Рондо^                                         | Бостон Селтікс              |
| 2008-09 | Кріс Пол^ (2)                                 | Нью-Орлінс Горнетс          | Шейн Баттьє^ (2)                                      | Х'юстон Рокетс              |
| 2008-09 | Кевін Гарнетт^ (10)                           | Бостон Селтікс              | Рон Артест^ (4)[d]                                    | Х'юстон Рокетс              |
| 2009-10 | Двайт Говард^ (3)                             | Орландо Меджик              | Тім Данкан^ (13)                                      | Сан-Антоніо Сперс           |
| 2009-10 | Реджон Рондо^ (2)                             | Бостон Селтікс              | Двейн Вейд^ (3)                                       | Маямі Гіт                   |
| 2009-10 | Леброн Джеймс^ (2)                            | Клівленд Кавальєрз          | Джош Сміт^                                            | Атланта Гокс                |
| 2009-10 | Кобі Браянт^ (10)                             | Лос-Анджелес Лейкерс        | Андерсон Варежау^                                     | Клівленд Кавальєрз          |
| 2009-10 | Джеральд Воллес^                              | Шарлот Бобкетс              | Табо Сефолоша^                                        | Оклахома-Сіті Тандер        |
| 2010-11 | Двайт Говард^ (4)                             | Орландо Меджик              | Тоні Аллен^                                           | Мемфіс Ґріззліс             |
| 2010-11 | Реджон Рондо^ (3)                             | Бостон Селтікс              | Кріс Пол^ (3)                                         | Нью-Орлінс Горнетс          |
| 2010-11 | Леброн Джеймс^ (3)                            | Маямі Гіт                   | Тайсон Чендлер^                                       | Даллас Маверікс             |
| 2010-11 | Кобі Браянт^ (11)                             | Лос-Анджелес Лейкерс        | Андре Ігуодала^                                       | Філадельфія Севенті-Сіксерс |
| 2010-11 | Кевін Гарнетт^ (11)                           | Бостон Селтікс              | Джоакім Ноа^                                          | Чикаго Буллз                |
| 2011-12 | Леброн Джеймс^ (4)                            | Маямі Гіт                   | Кевін Гарнетт^ (12)                                   | Бостон Селтікс              |
| 2011-12 | Серхе Ібака^                                  | Оклахома-Сіті Тандер        | Луол Денг^                                            | Чикаго Буллз                |
| 2011-12 | Двайт Говард^ (5)                             | Орландо Меджик              | Тайсон Чендлер^ (2)                                   | Нью-Йорк Нікс               |
| 2011-12 | Кріс Пол^ (4)                                 | Лос-Анджелес Кліпперс       | Реджон Рондо^ (4)                                     | Бостон Селтікс              |
| 2011-12 | Тоні Аллен^ (2)                               | Мемфіс Ґріззліс             | Кобі Браянт^ (12)                                     | Лос-Анджелес Лейкерс        |
| 2012-13 | Леброн Джеймс^ (5)                            | Маямі Гіт                   | Тім Данкан^ (14)                                      | Сан-Антоніо Сперс           |
| 2012-13 | Серхе Ібака^ (2)                              | Оклахома-Сіті Тандер        | Пол Джордж^                                           | Індіана Пейсерз             |
| 2012-13 | Тайсон Чендлер^ (3) (рівна кількість голосів) | Нью-Йорк Нікс               | Марк Газоль^                                          | Мемфіс Ґріззліс             |
| 2012-13 | Джоакім Ноа^ (2) (рівна кількість голосів)    | Чикаго Буллз                | Марк Газоль^                                          | Мемфіс Ґріззліс             |
| 2012-13 | Тоні Аллен^ (3)                               | Мемфіс Ґріззліс             | Евері Бредлі^                                         | Бостон Селтікс              |
| 2012-13 | Кріс Пол^ (5)                                 | Лос-Анджелес Кліпперс       | Майк Конлі-молодший^                                  | Мемфіс Ґріззліс             |

## Гравці, які найчастіше обиралися
Це список гравців, які потрапляли до першого складу збірної всіх зірок захисту щонайменше 4 рази.

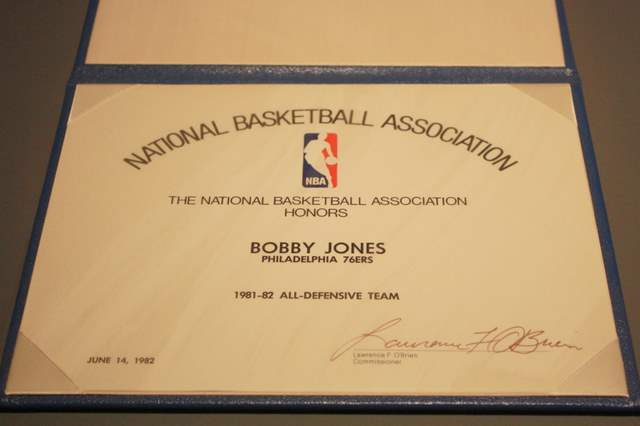
Сертифікат виданий Боббі Джонсу в честь його вшанування в збірній всіх зірок НБА в сезоні 1981-82 року.

| * | Обрані до Баскетбольної Зали слави |
| ^ | Гравці, які є діючими в НБА        |

| #  | Гравець              | Перша збірна | Друга збірна | Разом | Найкращий захисний гравець НБА |
| -- | -------------------- | ------------ | ------------ | ----- | ------------------------------ |
| 1  | Кевін Гарнетт^       | 9            | 3            | 12    | 1                              |
| 2  | Кобі Браянт^         | 9            | 3            | 12    | 0                              |
| 3  | Майкл Джордан*       | 9            | 0            | 9     | 1                              |
| 4  | Гері Пейтон          | 9            | 0            | 9     | 1                              |
| 5  | Тім Данкан^          | 8            | 6            | 14    | 0                              |
| 6  | Скотті Піппен*       | 8            | 2            | 10    | 0                              |
| 7  | Боббі Джонс          | 8            | 1            | 9     | 0                              |
| 8  | Денніс Родман*       | 7            | 1            | 8     | 2                              |
| 9  | Волт Фрейзер*        | 7            | 0            | 7     | 0                              |
| 10 | Денніс Джонсон*      | 6            | 3            | 9     | 0                              |
| 11 | Дейв Дебуше*         | 6            | 0            | 6     | 0                              |
| 12 | Карім Абдул-Джаббар* | 5            | 6            | 11    | 0                              |
| 13 | Хакім Оладжьювон*    | 5            | 4            | 9     | 2                              |
| 14 | Майкл Купер          | 5            | 3            | 8     | 1                              |
| 15 | Брюс Боуен           | 5            | 3            | 8     | 0                              |
| 15 | Джон Хавлічек*       | 5            | 3            | 8     | 0                              |
| 17 | Бен Воллес^          | 5            | 1            | 6     | 4                              |
| 18 | Леброн Джеймс^       | 5            | 0            | 4     | 0                              |
| 19 | Джейсон Кідд^        | 4            | 5            | 9     | 0                              |
| 20 | Девід Робінсон*      | 4            | 4            | 8     | 1                              |
| 21 | Джеррі Слоун*        | 4            | 2            | 6     | 0                              |
| 22 | Сідні Монкріф        | 4            | 1            | 5     | 2                              |
| 22 | Маріс Чікс           | 4            | 1            | 5     | 0                              |
| 22 | Джо Думарс*          | 4            | 1            | 5     | 0                              |
| 22 | Двайт Говард^        | 4            | 1            | 5     | 3                              |
| 22 | Джеррі Вест*         | 4            | 1            | 5     | 0                              |
| 27 | Дон Б'юз             | 4            | 0            | 4     | 0                              |